# Бужорени (Арђеш)
Бужорени (рум. Bujoreni) насеље је у Румунији у округу Арђеш у општини Бузоешти. Oпштина се налази на надморској висини од 203 m.

## Становништво
Према подацима из 2002. године у насељу је живело 218 становника, од којих су сви румунске националности.